# 타운십 롤러스 FC
타운십 롤러스(Township Rollers)는 보츠와나의 프로 축구 클럽 중 하나로, 1961년에 창설되었으며 보츠와나 프리미어리그에서 최다 우승 기록을 보유하고 있는 보츠와나의 명문 클럽이다. 가보로네를 연고로 하고 있으며 보츠와나 국립 경기장을 함께 쓰는 가보로네 유나이티드와 라이벌 관계를 형성하고 있다.

## 우승 기록
보츠와나 프리미어리그
- 1979, 1980, 1982, 1983, 1984, 1985, 1987, 1995, 2005, 2010, 2011 , 2014, 2016, 2017, 2018, 2019 (통산 16회)

코카콜라 컵
- 1993, 1994, 1996, 2005, 2010. (통산 5회)[1]

오렌지 카벨라노 채리티 컵
- 2002, 2004, 2006. (통산 3회)

## 선수 명단

### 현역
- 렘폰예 치렐레초(2016 ~ )
- 세골라메 보이(2014 ~ )
- 오펜체 나토(2016 ~ )